# Бакуменко, Алексей Пантелеевич
Алексе́й Пантеле́евич Баку́менко (11 июня 1911, Головка, Усть-Белокалитвенская, Область Войска Донского, Российская империя — 28 января 1979, Йошкар-Ола, Марийская АССР, РСФСР, СССР) — советский деятель машиностроения. Директор Марийского машиностроительного завода (1952—1959, 1963—1966), заместитель председателя Марийского Совета народного хозяйства (1959—1963). Депутат Верховного Совета Марийской АССР 4—5-го созыва (1955—1963). Член КПСС с 1959 года.

## Биография
Родился 11 июня 1911 года в слободе Головке ныне Литвиновского района Ростовской области.
В 1941 году окончил Московский энергетический институт.
По окончании института занимал инженерные должности на предприятиях Москвы и Удмуртии.
В 1952—1959 годах и 1963—1966 годах — директор Марийского машиностроительного завода. Основное внимание уделял перспективе развития завода, освоению новой техники: РТС-8Б, «Терек», «Енисей», «Ольха», «Ангара», средства для систем «Круг» и «Ваза». 
В 1959—1963 годах — заместитель председателя Марийского Совнархоза.
В 1955—1963 годах избирался депутатом Верховного Совета Марийской АССР 4—5-го созыва.
Награждён орденами Трудового Красного Знамени, «Знак Почёта», Красной Звезды, медалями и дважды — Почётной грамотой Президиума Верховного Совета Марийской АССР.
Скончался 28 января 1979 года в Йошкар-Оле.

## Трудовые звания и награды
- Орден Трудового Красного Знамени (1962)[1]
- Орден «Знак Почёта» (1958)[1]
- Орден Красной Звезды[1]
- Юбилейная медаль «За доблестный труд. В ознаменование 100-летия со дня рождения Владимира Ильича Ленина» (1970)
- Почётная грамота Президиума Верховного Совета Марийской АССР (1957, 1961)[1]
- Почётная грамота Президиума Верховного Совета Удмуртской АССР[1]